# 田川可奈美
田川 可奈美（たがわ かなみ、1983年12月4日 - ）は、日本の女優。熊本県出身。クリオネ所属。

## 出演

### テレビドラマ
- ひめゆり隊と同じ戦火を生きた少女の記録 最後のナイチンゲール（日本テレビ、2006年） - 又吉秀子 役
- その男、副署長（テレビ朝日、2008年）
- 探偵Xからの挑戦状!（NHK、2011年）
- 撮らないで下さい!!グラビアアイドル裏物語 第2話（テレビ東京、2012年）
- 超再現!ミステリー 『魔-追跡の魔-』（原作：笠井潔）（日本テレビ、2012年） - 槇野百合佳 役
- Answer〜警視庁検証捜査官 第8話（テレビ朝日、2012年） - 鏑木亜紀 役
- 遺留捜査 第6話（テレビ朝日、2012年） - 佐々木律子 役
- 連続テレビ小説「梅ちゃん先生 25週（NHK、2012年） - 靖夫の母 役
- ハクバノ王子サマ 純愛適齢期 第2話、第6話（日本テレビ、2013年） - 原尚美 役
- 闇金ウシジマくん Season2 第1話（毎日放送、2014年） - リエ 役
- アラサーちゃん 無修正 第1話（テレビ東京、2014年） - 女の子 役
- 警視庁捜査一課9係 season9 第9話（テレビ朝日、2014年） - 松浦祐子 役
- 相棒（テレビ朝日）
  - season 14 第5話「２０４５」（2015年11月18日） - 見村彩那 役
  - season 19 第8話「一夜の夢」（2020年12月2日） - 花牟礼静香 役
- モンテ・クリスト伯 -華麗なる復讐-（フジテレビ、2018年）
- 健康で文化的な最低限度の生活 第8話（関西テレビ、2018年） - 松重美佐 役
- アライブ がん専門医のカルテ（フジテレビ、2020年） - 渡辺看護師 役
- アンサング・シンデレラ 病院薬剤師の処方箋（フジテレビ、2020年） - 増田環希 役
- 月曜プレミア8 今野敏サスペンス 憐情 警視庁強行犯係・樋口顕（テレビ東京、2022年2月7日）
- 特捜9 Season5 第5話（テレビ朝日、2022年5月4日） - 大竹瑞希 役
- 金田一少年の事件簿 第5シリーズ 第3話（日本テレビ、2022年5月15日） - 美月 役
- アンチヒーロー 第4話・第8話・第9話（2024年5月5日・6月2日・9日、TBS）

### 映画
- フラガール（2006年） - 武藤澄江 役
- TOKYO BEAT MOVIES・池袋篇（2010年）
- 任侠ヘルパー（2012年） - 秘書 役
- 真夏の方程式（2013年）
- ザ・ルードボーイサラダズ（2013年）
- ゼンタイ（2013年） - コンパニオン 役
- 燦燦-さんさん-（2014年） - 橘 役

### 舞台
- 「はかまだれはどこだ」（演出：鵜沢秀行）
- 「カノン」（演出：戌井一郎、文学座アトリエ）
- 「靴屋の祭日」（演出：小林勝也、文学座アトリエ）
- 「かもめ」（演出：小林勝也、SANYOホール）
- 「かどで」（演出：鵜沢秀行）
- 「七本の色鉛筆」（演出：長崎紀夫）
- 「近代能楽集（綾の鼓）」（演出：小林勝也）
- 「トロイ戦争は起こらない」（2004年、演出：鵜山仁）
- 「虹」（2005年、演出：御徒町凧、ベニサンピット）
- 「ストレス解消センター行き」（2007年、演出：薛珠麗、みゆき館劇場）
- 劇団男魂「ゴング」（2008年、演出：土井和人、池袋シアターグリーン）
- 「夢」（2009年、演出：石田和男、浅草木馬亭）
- 「THE KIDS」（2010年、演出：小野寺丈、下北沢本多劇場）
- 「太平洋序曲」（2011年、演出：宮本亜門、神奈川芸術劇場）
- ペンギンプルペイルパイルズ #16「ベルが鳴る前に」（2012年、作・演出：倉持裕、下北沢本多劇場）
- 「ドン・ドラキュラ」（2015年4月）
- 現代能楽集VIII『道玄坂綺譚』（2015年11月8日 - 21日）[1]

### CM
- 住宅金融支援機構「フラット35」
- ユーキャン「専業主婦」篇

## 受賞歴
- 2006年映画「フラガール」で、フラガールズとして第16回日本映画批評家大賞助演女優賞を受賞。